# جیمز یکم، پادشاه اسکاتلند
جیمز یکم اسکاتلند ((به انگلیسی: James I of Scotland)؛ احتمالاً ۲۵ ژوئیهٔ ۱۳۹۴ – ۲۱ فوریهٔ ۱۴۳۷) پادشاه اسکاتلند بود. وی جوانترین پسر از ۳ فرزند شاه روبرت سوم از همسرش آنابلا دروموند و متولد شده در صومعه دانفرملاین می‌باشد.

## نگارخانه

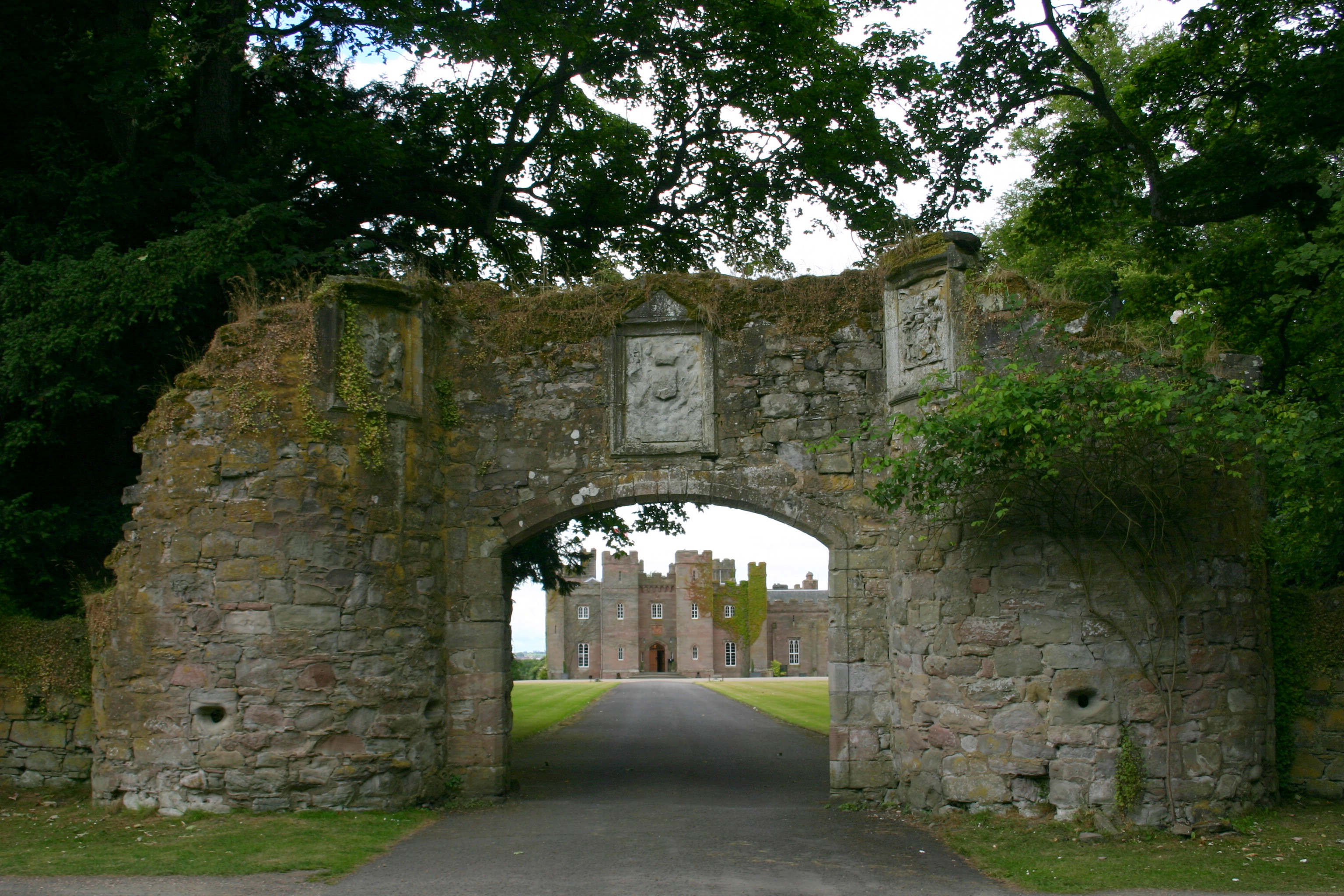
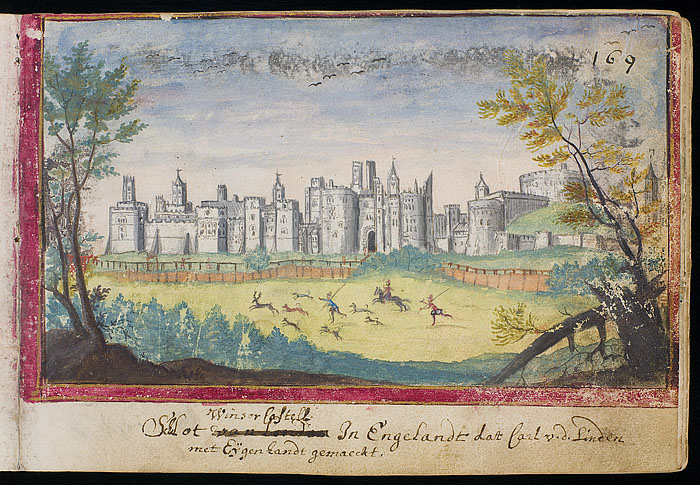
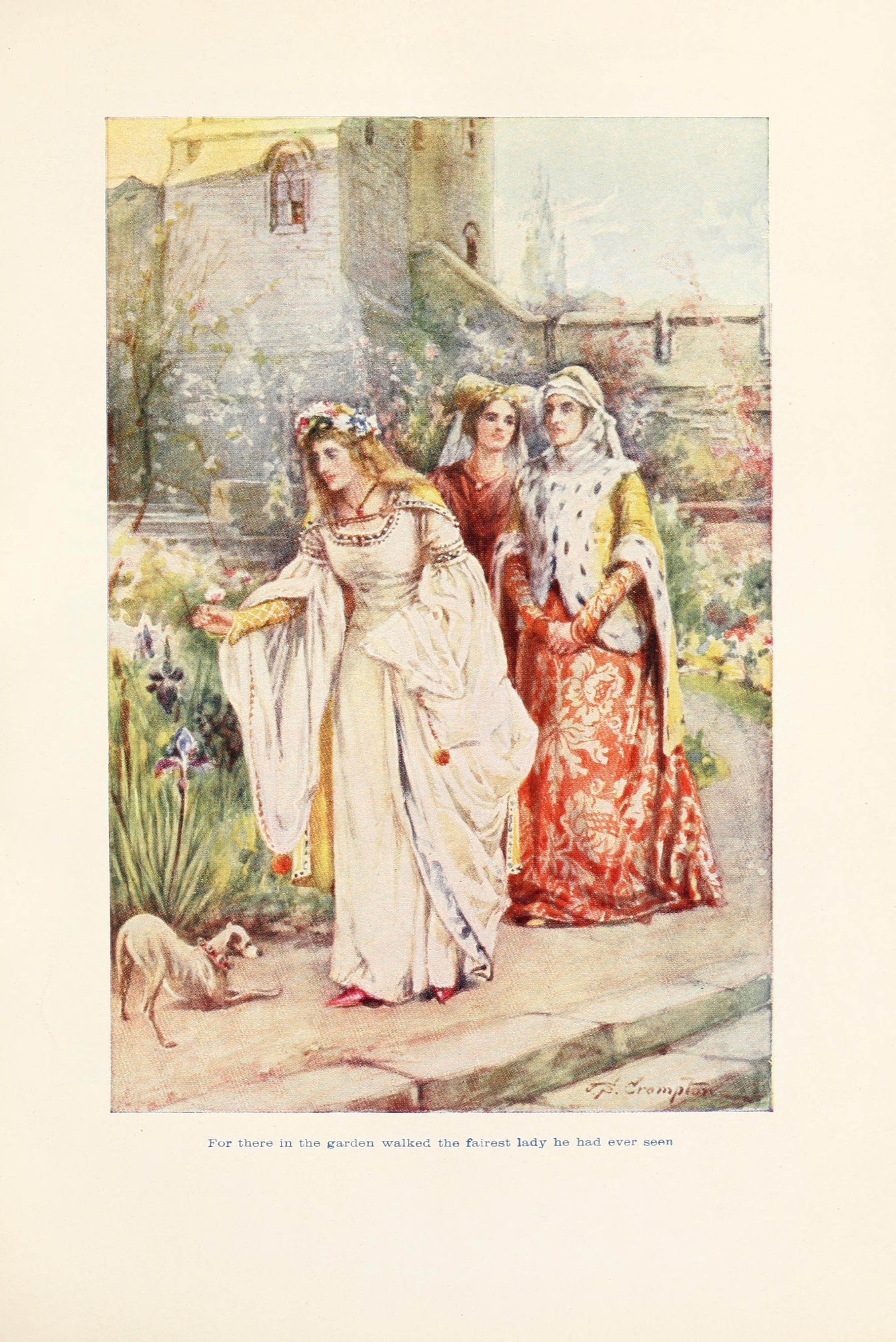
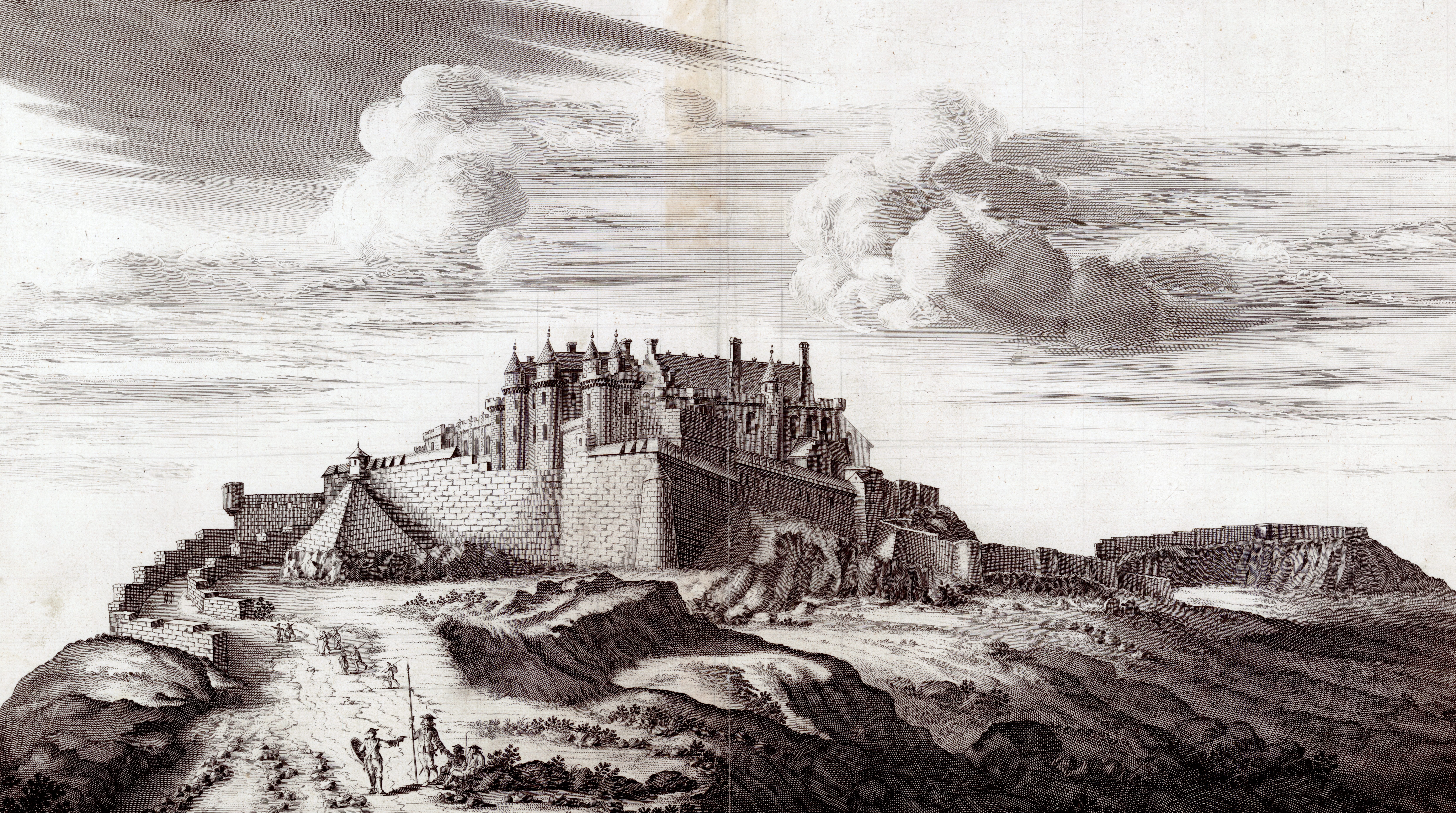
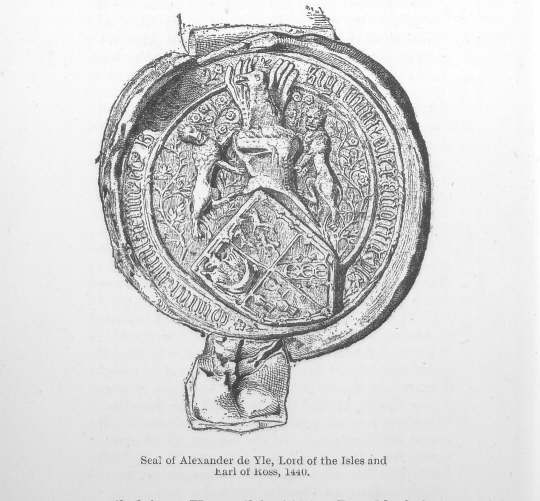
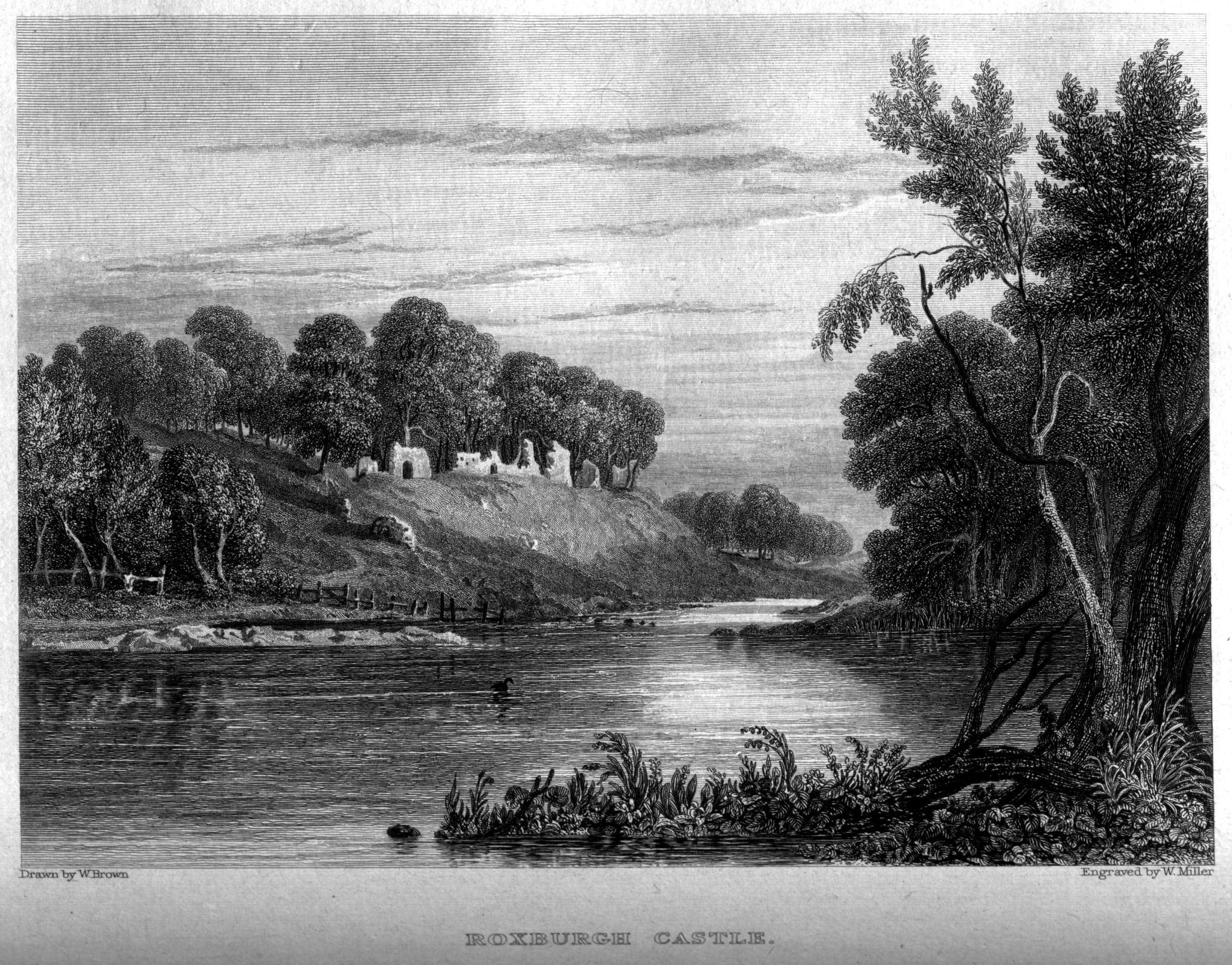
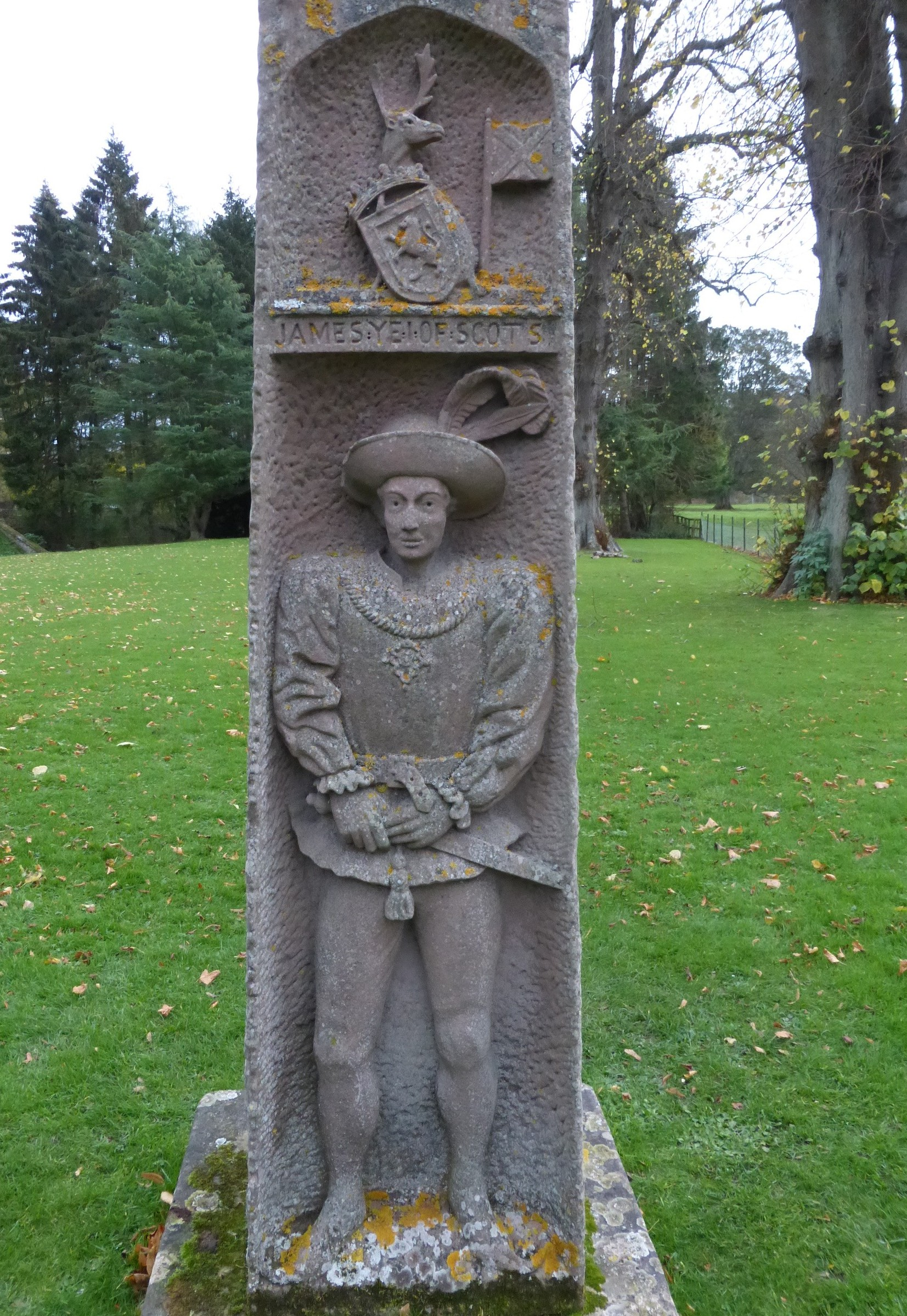
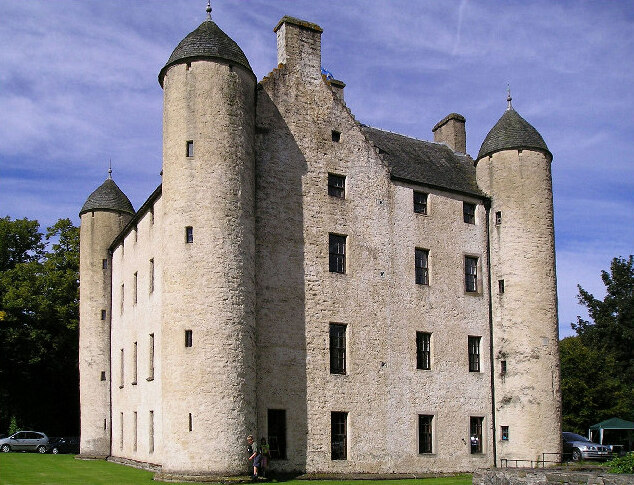